# Carlo Domenico del Carretto
Carlo Domenico del Carretto (Finale, 1454 - Roma, 15 de agosto de 1514) foi um cardeal do século XVII.

## Primeiros anos
Nasceu em Finale em 1454. Filho de Giovanni I Lazzarino, marquês de Finale e Noli, e Viscontina Adorno filha de Barnaba Adorno, doge de Gênova. Ele foi chamado de Cardeal de Finale.

## Juventude
Capitão das tropas papais desde 1485. Escriturário da Cúria Romana. Apostólico protonotário. Abade comendador do mosteiro de S. Pietro di Villanova, diocese de Verona. Promovido ao episcopado a pedido do rei Luís XII da França.

## Episcopado
Eleito arcebispo de Cosenza em 24 de abril de 1489. Consagrado (nenhuma informação encontrada). Administrador da Sé de Angers, 10 de outubro de 1491; renunciou ao cargo em 15 de maio de 1499. Transferido para a sé titular de Tebe em 16 de agosto de 1499. Abade comendador do mosteiro beneditino de Sainte-Croix de Bourdeaux, 1500. Núncio na França, 1503; chegou a Lyon em 12 de janeiro de 1504; retornou a Roma em abril de 1504; voltou para a França, com faculdades mais precisas, em 16 de maio de 1504; participou da assinatura do Tratado de Blois na corte francesa, em 22 de setembro de 1504; foi para Haguenau em 1504; retornou a Roma em 1505.

## Cardinalato
Criado cardeal diácono no consistório de 1º de dezembro de 1505; publicado em 12 de dezembro de 1505; recebeu o chapéu vermelho e a diaconaria de Ss. Vito e Modesto, 17 de dezembro de 1505. Optou pela ordem dos cardeais sacerdotes e pelo título de S. Nicola inter Imagines, 4 de janeiro de 1507. Transferido para a sé metropolitana de Reims, 16 de setembro de 1507. Transferido para a sé metropolitana de Reims. Tours, 5 de abril de 1509; ocupou a sé até 3 de julho de 1514. Legado na França; recebeu muitos favores dos reis Luís XII e Francisco I; ao ver seu nome no documento que convocava o cismático Concílio de Pisa, protestou veementemente porque apoiava o Papa Júlio II. Participou do V Concílio de Latrão; foi membro da comissão para estabelecer a união entre os príncipes cristãos; ele trabalhou com grande zelo e prudência. Participou noconclave de 1513 , que elegeu o Papa Leão X. Confirmado como prior commendatario de Domarie, Toul, 30 de maio de 1513. Optou pelo título de Santa Cecília, entre 30 de maio e 5 de outubro de 1513. Nomeado bispo de Cahors, 3 de julho de 1513. 1514; renunciou ao governo da Sé em favor de seu irmão Louis del Carretto, em 12 de agosto de 1514.
Morreu em Roma em 15 de agosto de 1514, Roma. Sepultado na igreja de Santa Cecília, Roma. O Papa Leão X anunciou por carta a morte do cardeal ao seu irmão, Fabrizio del Carretto, grão-mestre dos cavaleiros de Rodes.